# Vành nguyên tố
Trong đại số trừu tượng, một vành khác không R là một vành nguyên tố nếu với hai phần tử bất kỳ a và b của R, arb = 0 với mọi r trong R ngụ ý rằng a = 0 hoặc b = 0. Định nghĩa này có thể được coi là một khái quát đồng thời của cả miền nguyên và vành đơn.

## Định nghĩa tương đương
Một vành R là nguyên tố khi và chỉ khi i-đê-an {0} là i-đê-an nguyên tố.

## Ví dụ
- Một miền nguyên là một vành nguyên tố.
- Một vành đơn là một vành nguyên tố, và nói chung hơn: một vành nguyên thủy bên trái hoặc bên phải là một chiếc nhẫn nguyên tố.
- Bất kỳ vòng ma trận trên một miền tích phân là một vòng nguyên tố. Trong đó, vòng của ma trận nguyên 2 nhân 2 là vòng nguyên tố.

## Tính chất
- Một vành giao hoán là một vành nguyên tố khi và chỉ khi nó là một miền nguyên.
- Một vành là nguyên tố khi và chỉ khi i-đê-an 0 của nó là i-đê-an nguyên tố.
- Vành ma trận với hệ số trong một vành nguyên tố thì lại là một vành nguyên tố.